# Wilhelm Beindorf
Walter Hermann Wilhelm Beindorf (* 29. März 1887 in Suhlendorf; † 22. März 1969 in Marktleuthen) war ein im 20. Jahrhundert tätiger deutscher Maler, dessen dem Impressionismus verpflichtetes Werk nach seinem Tod jedoch weitgehend in Vergessenheit geriet. Beindorf arbeitete und wirkte international, Auftragsarbeiten führten ihn unter anderem ins heutige Rumänien.

## Künstlerische Anfänge
Herman Wilhelm Beindorf wurde am 29. März 1887 in Suhlendorf als Sohn eines Kaufmanns geboren. Mit 15 Jahren begann er eine dreijährige Ausbildung bei Professor Bruno Wiese, dem Hofmaler von Carl Eduard Herzog von Sachsen-Coburg und Gotha. 1905 ging Beindorf an die Kunstakademie in Berlin und später nach München. Beindorf blieb in seinen Werken dem Stil des Impressionismus treu und arbeitete zeit seines Lebens gegenständlich. Der Berliner Kunstbrief (1911/12) beschreibt Beindorf in Hodlerscher Art nach Monumentalität strebend. Bereits im Alter von 23 Jahren zeigten sich im In- und Ausland erste künstlerische Erfolge. So war Beindorf im Jahr 1914 mit Porträt-Aufträgen in Riga beschäftigt, als der Erste Weltkrieg ausbrach. Hierdurch war es ihm nicht mehr möglich, nach Deutschland zurückzukehren, er wurde in Sibirien interniert. Mit dem Ende des Krieges nahm Wilhelm Beindorf seine Tätigkeit als freier Künstler in Berlin auf. Dort heiratete er auch seine Frau Isolde. Wilhelm Beindorf arbeitete zeitweise (1931–1934) in einer Ateliergemeinschaft mit der Malerin Gertrude Helmholz.

## Aufträge in Siebenbürgen
Schon kurz nach dem Krieg konnte Beindorf an seine frühen Erfolge anknüpfen, auch ausländische Auftraggeber klopften wieder bei ihm an. So war Beindorf, neben einer Reihe weiterer großer Aufträge, von 1922 bis 1925 als Gast eines rumänischen Abgeordneten auf Schloss Chiuza in Siebenbürgen untergebracht, wo er im Rahmen einer Auftragsarbeit drei rumänische Kirchen mit Fresken und Deckenmalereien ausschmückte.

## Berlin: Ausstellungen
Als Vorstandsmitglied der „Juryfreien Kunstschau Berlin. Arbeitsgemeinschaft der Juryfreien e. V.“ – der auch Wassily Kandinsky und Oskar Schlemmer angehörten und die sich dafür einsetzte, Kunstwerke, unabhängig von ihrer Richtung, erfolgreich auszustellen und zu vermarkten – hatte Beindorf schon ab Beginn der 20er-Jahre zahlreiche Ausstellungen in Berlin, aber auch international, zum Beispiel in Kairo, Stockholm, Venedig oder Buenos Aires. Die Berliner Galerie Hollstein & Puppel präsentierte mehrfach im Rahmen von Ausstellungen Bilder von Wilhelm Beindorf.
In der Zeit des Nationalsozialismus war Beindorf Mitglied des nazistischen Frontkämpferbunds Bildender Künstler und der Reichskammer der bildenden Künste. Für diese Zeit ist seine Teilnahme am mindestens sieben Ausstellungen in Deutschland belegt, darunter 1939 und 1940 die Frühjahrsausstellungen des Frontkämpferbunds in Berlin.
Seinen letzten Auslandsauftrag erteilte ihm, schon während des Zweiten Weltkriegs, die Stadt Exin in der Provinz Posen (Polen). Dort sollte er die neu erbaute Stadthalle künstlerisch ausgestalten. Da Wilhelm Beindorf mit mittlerweile über 50 Jahren noch zum Militärdienst eingezogen wurde, konnte er den Auftrag jedoch nicht mehr zu Ende führen.

## Aufenthalt auf Hawaii
Mit dem Ende des Krieges kam Beindorf mit seiner Familie als Heimatvertriebener ins bayerische Städtchen Marktleuthen. Die Nachkriegsjahre machten einen künstlerischen Neustart anfänglich schwierig und so hielt er Vorträge in der Volkshochschule, gab Zeichenunterricht und zeigte seine Bilder in zahlreichen Ausstellungen. In dieser Zeit, von 1946 bis 1948 gab er auch Rudi Tröger, heute emeritierter Professor an der Akademie der Bildenden Künste München, kostenlosen Malunterricht.
1955 folgte Wilhelm Beindorf mit seiner Frau der einzigen Tochter und deren amerikanischem Mann nach Hawaii. Leben und Natur inspirierten Beindorf zu zahlreichen farbintensiven Werken, darunter sein heute bekanntestes Bild, der auf Hawaii entstandene „Muschelbläser“.
Bereits 1948 hatte sich Beindorf den Freimaurern angeschlossen. Nach seiner Rückkehr aus Hawaii 1962 entstand sein Bilderzyklus zu Friedrich Nietzsches Werk „Also sprach Zarathustra“ im Auftrag des Großmeisters der Vereinigten Großlogen von Deutschland. Beindorf starb am 22. März 1969 in Marktleuthen.

## Ehrungen
- In Suhlendorf wurde der Wilhelm-Beindorf-Weg nach ihm benannt.[7]